# Vidourle
Il Vidourle è un fiume della Francia meridionale, nella regione della Linguadoca, lungo circa 95 km. Nasce sul versante meridionale del massiccio delle Cevenne presso Saint-Roman-de-Codières e sfocia nel Golfo del Leone nel Mediterraneo presso Le Grau-du-Roi.

## Percorso
Nasce nel versante sud delle Cevenne, presso Saint-Hippolyte-du-Fort, nel comune di Saint-Roman-de-Codières, a nord del monte Fage, a un'altitudine di circa 500 metri. Scorre quindi nel dipartimento del Gard, dove si estende l'80% del suo bacino. Nell'ultimo tratto del suo corso forma il confine con il dipartimento dell'Hérault e poi sfocia nel Mar Mediterraneo attraverso il canale di navigazione di Le Grau-du-Roi e lo stagno del Ponant a La Grande-Motte.